# Chiesa di Nostra Signora di Tergu

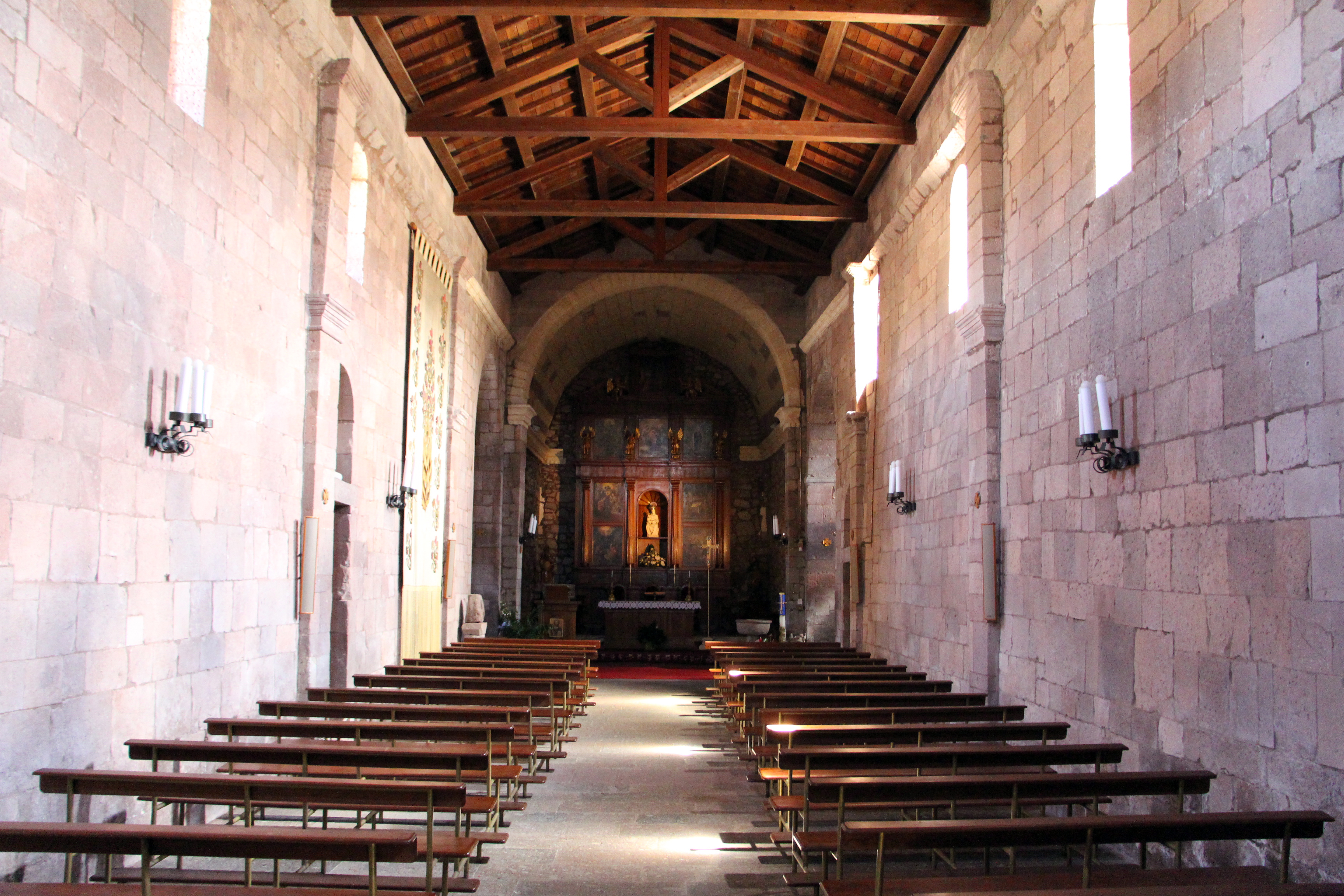
Interno

La chiesa di Nostra Signora è una parrocchia situata nel paese di Tergu, in provincia di Sassari, ed una delle massime espressioni dell'architettura romanica in Sardegna. La chiesa e i resti dell'adiacente abbazia si trovano in un'area campestre, accessibile tramite l'arco in pietra che prospetta su un ampio piazzale raggiungibile dal viale dei Benedettini.

## Storia
La chiesa di Sancta Maria de Therco, era un'abbazia benedettina e la sua fondazione, secondo il Libellus judicum turritanorum (documento in volgare logudorese probabilmente redatto da un monaco nel XIII secolo), è da attribuire al giudice di Torres Mariano I de Lacon-Gunale (che regnò tra il 1065 e il 1082), risulta tra i possedimenti cassinesi dal 1122. Lo Pseudocondaghe di Santa Maria di Tergu riporta il 1117 come data di consacrazione del tempio, alla cui costruzione parteciparono maestranze lombarde e pisane. Nel 1444 la chiesa e il monastero entrarono a far parte dei possedimenti dell'arcidiocesi turritana e nel 1553 l'arcivescovo Salvatore Alepus ancora richiedeva dagli ampuriensi la non intromissione nell'amministrazione della chiesa e la restituzione di alcuni arredi sacri appartenenti agli amministratori ufficiali provenienti dalla villa di Osilo.

## Descrizione e struttura

### Esterno dell'edificio
La chiesa venne edificata con l'utilizzo di cantoni di trachite rossa e pietra calcarea chiara per le decorazioni. La facciata, priva della parte superiore (crollata nel corso del tempo), è divisa in due livelli. Il livello inferiore è impostato su uno zoccolo, da cui partono le due paraste angolari e due semicolonne sulle quali si impostano tre archi a tutto sesto dalla ghiera in calcare finemente decorata. L'arco centrale inquadra il portale, con architrave sostenuto da stipiti reggenti capitelli calcarei scolpiti a foglia d'acanto. I motivi vegetali tornano nelle bianche cornici che delimitano il livello superiore, dotato di una finta loggia a cinque arcate a tutto sesto, entro e tra le quali si trovano singolari decorazioni a motivo geometrico. Particolari anche le due colonnine più esterne, che presentano andamento zigzagato. L'arco centrale ospita il piccolo rosone.
I fianchi sono scanditi da lesene, sulle quali si impostano gli archetti pensili. Sul fianco nord si eleva il massiccio campanile, a canna quadra, incompleto e rifinito da restauri moderni.

### Interno dell'edificio
L'interno è a pianta a croce latina commissa (risulta quindi a T), con navata unica e transetto. L'abside, a pianta quadrangolare, venne ricostruita nel 1664. Allo stesso periodo risaliva la volta a botte che copriva la navata, impostata su cornice e paraste ancora esistenti, successivamente demolita e sostituita con l'attuale copertura lignea a capriate.